# Droga wojewódzka nr 145

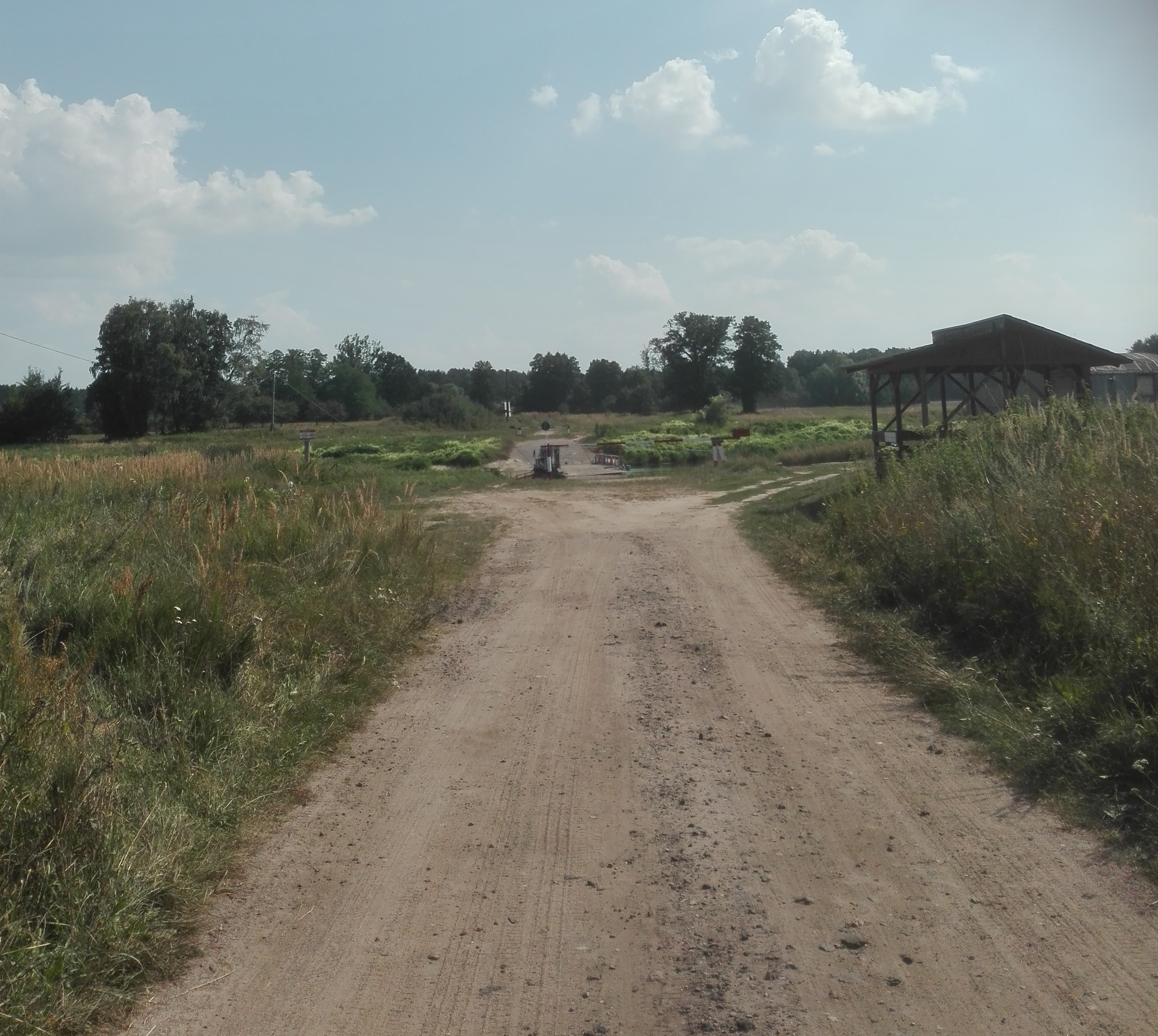
Dojazd do przeprawy promowej

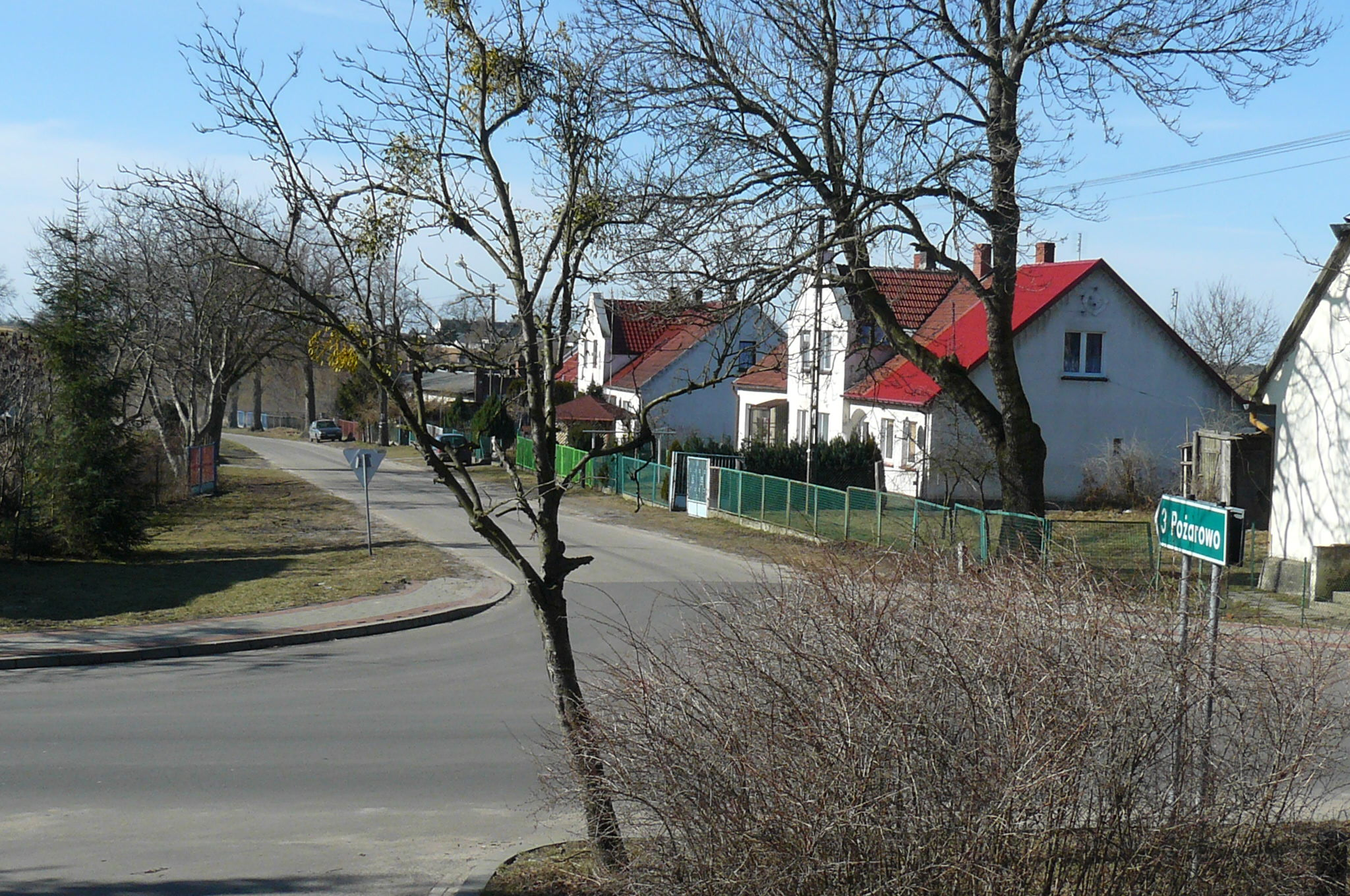
Droga w Biezdrowie (ciągnie się z lewej strony i dalej prosto na podporządkowaną)

Droga wojewódzka nr 145 (DW145) – droga wojewódzka klasy G w województwie wielkopolskim o długości ok. 10 km łącząca Chojno-Wieś z drogą nr 182 w miejscowości Ćmachowo. 
W ciągu trasy występuje przeprawa promowa przez Wartę. Kursuje ona co około 15 minut, w określonych porach:
| Miesiąc    | Dni tygodnia | Godziny                         | Uwagi              |
| ---------- | ------------ | ------------------------------- | ------------------ |
| IX – VI    | pon. – pt.   | 06:30 – 15:30                   | Nieczynna w święta |
| VII – VIII | pon. – pt.   | • 06:30 – 09:30 • 11:00 – 17:30 |                    |
| VII – VIII | sobota       | 09:00 – 11:00                   |                    |
| VII – VIII | niedziela    | 10:00 – 13:00                   |                    |

## Stan drogi
Na odcinku Chojno-Wieś – Pakawie nie posiada utwardzonej nawierzchni, dalszy przebieg do Biezdrowa ma nawierzchnię asfaltową o zmiennej szerokości. Między Biezdrowem a drogą wojewódzką nr 182 trasa jest utwardzona brukiem polnym (tzw. „kocimi łbami”) na szerokość jednego pasa ruchu.
Dojazd do przeprawy promowej dozwolony jest jedynie dla pojazdów o rzeczywistej masie całkowitej nie przekraczającej 4,4 t oraz o nacisku na oś do 2,5 t.

## Historia numeracji
Obecną kategorię i numer droga otrzymała w 2002 lub 2003 roku. Na mapach i w atlasach samochodowych wydawanych w latach 90. i do 2001 roku była oznaczana jako droga lokalna. Opracowania kartograficzne powstałe w czasach Polski Ludowej przeważnie wcale nie miały naniesionej trasy.
Numer 145 w latach 1986–2002/2003 był przypisany do trasy o relacji Nowogard – Dobra – Chociwel, która otrzymała oznaczenie drogi wojewódzkiej nr 144.

## Dopuszczalny nacisk na oś
Od 13 marca 2021 roku na drodze dozwolony jest ruch pojazdów o nacisku pojedynczej osi napędowej do 11,5 tony, z wyjątkiem określonych odcinków oznaczonych znakiem zakazu B-19.

### Do 13 marca 2021 r.
Wcześniej drogą wojewódzką nr 145 mogły poruszać się pojazdy o dopuszczalnym nacisku pojedynczej osi nie przekraczającym 8 ton.

## Miejscowości na trasie
- Chojno-Wieś
- Pakawie
- Dąbrowa
- Pożarowo
- Biezdrowo
- Ćmachowo